# Laukansaari (ö i Södra Savolax, Nyslott, lat 61,74, long 29,42)
Laukansaari är en ö i Finland. Den ligger i sjön Puruvesi och i kommunen Nyslott i  landskapet Södra Savolax, i den sydöstra delen av landet, 290 km nordost om huvudstaden Helsingfors. Öns area är 3,7 hektar och dess största längd är 290 meter i sydöst-nordvästlig riktning.